# Dark academia
Dark academia is een subcultuur die zich bezighoudt met hoger onderwijs, kunst en literatuur, vaak een duistere maar geïdealiseerde versie daarvan. Dark academia als trend is aanwezig in literatuur, films, series en mode.

## Geschiedenis
Dark Academia ontstond in de jaren 2010 op sociale media als een internet-esthetiek. De roman The Secret History (1992) van Donna Tartt (in het Nederlands verschenen onder de titel De verborgen geschiedenis),  dat het verhaal vertelt van een moord die plaatsvindt binnen een groep studenten klassieke cultuur en literatuur aan een elite-universiteit in New England, is waarschijnlijk de oorsprong van de beweging. De hashtag 'Dark academia' werd vanaf ongeveer 2014 gebruikt voor discussies op Tumblr over de inhoud van het boek, waarbij verschillende fandom-groepen de website gebruikten om 'mood boards' met donkere, neogotische interieur- en architectuurfoto's te delen. De esthetiek werd vervolgens populair op andere sociale media als Instagram en TikTok, onder meer via BookToks. Dark academia werd populairder tijdens de COVID-19-pandemie. Deze toegenomen belangstelling wordt toegeschreven aan de sluiting van scholen. Google rapporteerde een stijging van de zoekopdracht 'Dark academia' van meer dan 4.000 procent in het eerste jaar van de pandemie.
In de jaren 2020 werd Dark academia meer mainstream en werd het ook besproken in offline cultuurmedia als kranten en modetijdschriften. Daardoor uitten mensen ook hun Dark academia-esthetiek buiten het internet en heeft het zich ontwikkeld van een internet-esthetiek tot een subcultuur.

## Thema's
De esthetiek concentreert zich op activiteiten zoals schrijven en poëzie, oude kunst, klassieke literatuur, maar ook klassieke Griekse en (neo)gotische architectuur en het bezoeken van musea worden binnen de Dark academia-esthetiek geromantiseerd. Binnen de Dark academia-cultuur komen verwijzingen naar geheime genootschappen vaak terug. De sfeer is duister, mysterieus. In de literatuur is deze subcultuur vooral binnen het Young Adult-genre populair. In zijn duistere esthetiek en het idealiseren van 19e- en begin 20e-eeuwse cultuur en kostuums heeft Dark academia en sterke link met de gothic-subcultuur. Met het romantiseren van de academische wereld wordt gesteld dat de literaire wortels van Dark academia liggen in 'campus novels', romans die zich voornamelijk op een universiteitsterrein (campus) afspelen. Ondanks zijn hang naar een duistere wereld, benaderen aanhangers van Dark academia educatie als iets plezierigs, iets om te vieren.
Dark academia wordt soms bekritiseerd omdat het met het idealiseren van een wereld waar niet iedereen toegang toe kon krijgen te elitair en wit zou zijn.
Gedeeltelijk als reactie op de groei van de Dark academia kent de daaraan gerelateerde Light academia-esthetiek een stijgende populariteit, vaak met lichtere en zachtere beelden en kleuren en meer nadruk op optimisme.

## Inspiraties en werken

### literatuur
Een aantal klassieke literaire werken, zoals The Picture of Dorian Gray van Oscar Wilde, Maurice van E.M. Forster en Orlando van Virginia Woolf, worden genoemd als toonaangevend voor de esthetiek. The Secret History van Donna Tartt, gepubliceerd in 1992, wordt gezien als de inspiratie voor de trend. Schrijvers als RF Kuang, J.K. Rowling, M.L. Rio, Susanna Clarke en Leigh Bardugo zijn nieuwe schrijvers die romans hebben geschreven met Dark academia-thema's.

### films en series
De films Dead Poets Society uit 1989 en Kill Your Darlings uit 2013 worden gezien als inspiratiebronnen voor Dark academia. Tv-series die binnen de esthetiek passen zijn onder andere Ares, The Umbrella Academy, A Series of Unfortunate Events, The Queen's Gambit en Wednesday.

### Mode
Kleding die traditioneel gedragen werd op Engelse scholen en universiteiten in de jaren 1930 en 1940 vormen de basis van de Dark academia-subcultuur, zoals vesten, ribfluwelen jasjes, overhemden, geruite stoffen, Oxford-schoenen en kleding gemaakt van tweed.